# Mohammad Naderi
Mohammad Naderi (in persiano محمد نادری‎; Teheran, 5 ottobre 1996) è un calciatore iraniano, difensore del Tractor.

## Caratteristiche tecniche
È un difensore centrale.

## Carriera

### Club
Ha esordito il 25 novembre 2016 con la maglia del Tractor Sazi in occasione del match di campionato vinto 2-1 contro il Saba Qom.
Nel 2018 ha disputato 6 incontri in AFC Champions League.
Il 13 luglio 2018 è stato acquistato dal Kortrijk.

### Nazionale
Nel 2019 ha giocato una partita nella nazionale iraniana.

## Statistiche

### Cronologia presenze e reti in nazionale
| Cronologia completa delle presenze e delle reti in nazionale ― Iran | Cronologia completa delle presenze e delle reti in nazionale ― Iran | Cronologia completa delle presenze e delle reti in nazionale ― Iran | Cronologia completa delle presenze e delle reti in nazionale ― Iran | Cronologia completa delle presenze e delle reti in nazionale ― Iran | Cronologia completa delle presenze e delle reti in nazionale ― Iran | Cronologia completa delle presenze e delle reti in nazionale ― Iran | Cronologia completa delle presenze e delle reti in nazionale ― Iran |
| Data                                                                | Città                                                               | In casa                                                             | Risultato                                                           | Ospiti                                                              | Competizione                                                        | Reti                                                                | Note                                                                |
| ------------------------------------------------------------------- | ------------------------------------------------------------------- | ------------------------------------------------------------------- | ------------------------------------------------------------------- | ------------------------------------------------------------------- | ------------------------------------------------------------------- | ------------------------------------------------------------------- | ------------------------------------------------------------------- |
| 14-11-2019                                                          | Amman                                                               | Iraq                                                                | 2 – 1                                                               | Iran                                                                | Qual. Mondiali 2022                                                 | -                                                                   | 53’                                                                 |
| Totale                                                              |                                                                     | Presenze                                                            | 1                                                                   |                                                                     | Reti                                                                | 0                                                                   |                                                                     |

## Palmarès

### Club

#### Competizioni nazionali
- Campionato iraniano: 1

Tractor: 2024-2025
- Supercoppa d'Iran: 1

Tractor: 2025